# Mıxlıqovaq
Mıxlıqovaq (ryska: Мыхлыковаг) är en ort i Azerbajdzjan.   Den ligger i distriktet Qəbələ, i den centrala delen av landet, 190 km väster om huvudstaden Baku. Mıxlıqovaq ligger 562 meter över havet och antalet invånare är 3 788.
Terrängen runt Mıxlıqovaq är platt åt sydväst, men åt nordost är den kuperad. Närmaste större samhälle är Qutqashen, 12,0 km öster om Mıxlıqovaq. 
Omgivningarna runt Mıxlıqovaq är en mosaik av jordbruksmark och naturlig växtlighet. Runt Mıxlıqovaq är det ganska tätbefolkat, med 58 invånare per kvadratkilometer.